# Gare de Vancouver Pacific Central
La  gare Pacific Central dans la ville de Vancouver en Colombie-Britannique est desservie par Via Rail Canada et Amtrak. C'est une gare patrimoniale et avec personnel.

## Situation ferroviaire
Cette gare se compose d'une gare ferroviaire et d'une gare des autobus-voyageurs. La gare ferroviaire est un terminus des trains du VIA Rail et de l'Amtrak. VIA Rail a aussi établi un dépôt de maintenance à cette gare. À l'autre côte, la gare des autobus-voyageurs est un terminus de deux sociétés d'autobus-voyageurs: Greyhound et Pacific Coach Lines. Cependant, le West Coast Express, le train de banlieue entre Metro Vancouver et Mission, n'arrête pas à cette gare.

## Histoire
La gare est construite par la firme de Pratt and Ross en 1918 pour le chemin de fer Canadian Northern Railway en style Beaux-Arts,.

## Service des voyageurs

### Desserte
| Origine  | Arrêt précédent | Train | Train       | Train | Arrêt suivant | Destination |
| -------- | --------------- | ----- | ----------- | ----- | ------------- | ----------- |
| Terminus | Terminus        |       | Le Canadien |       | Mission       | Toronto     |
| Terminus | Terminus        |       | Cascades    |       | Bellingham    | Eugene      |

### Intermodalité

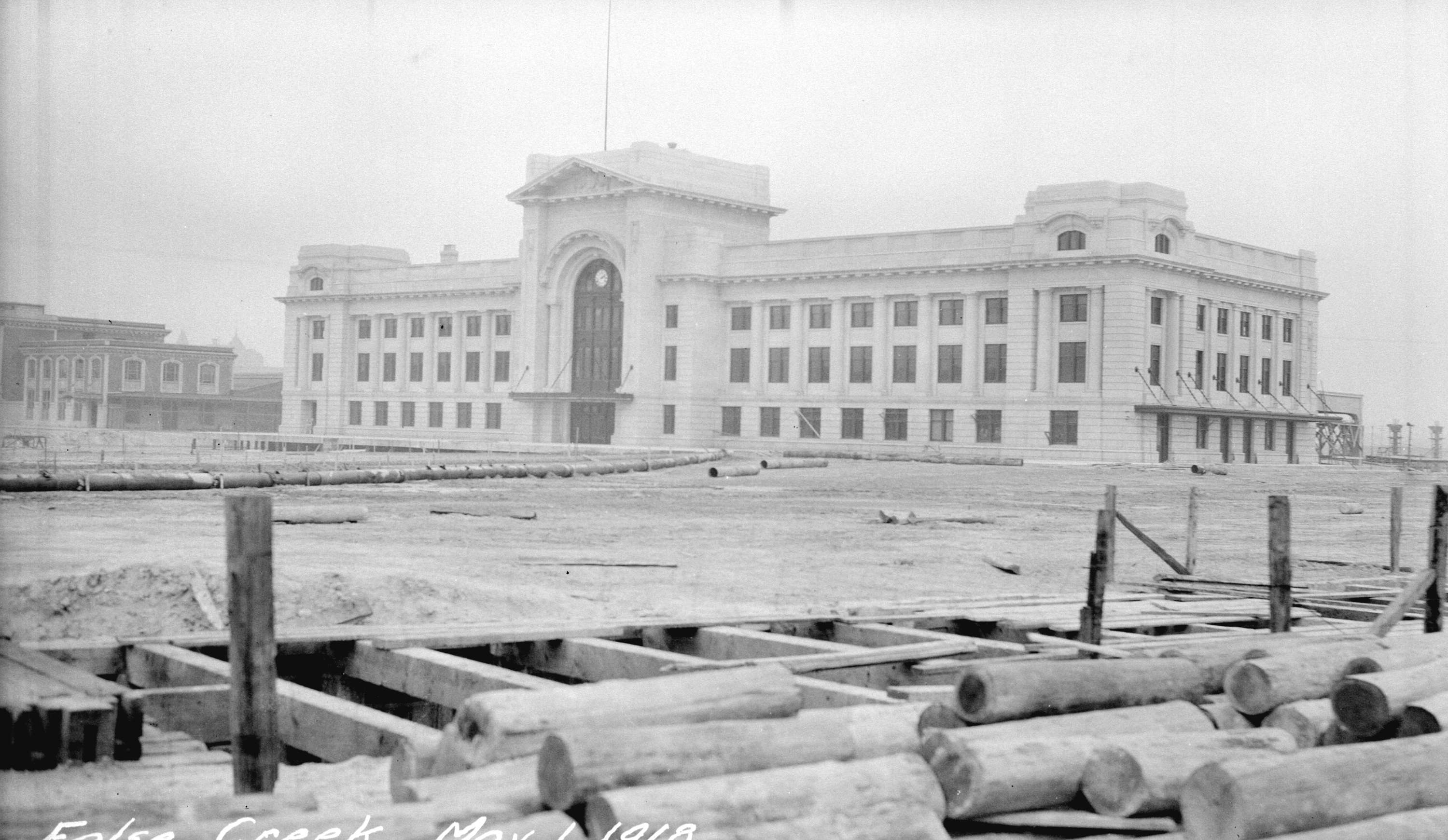
La gare en 1918, sous le nom de False Creek Station. L'image montre le remplissage du marais autour de la gare.

Main Street—Science World, une station du SkyTrain de Vancouver, est à environnement 200 mètres de la gare.